# Адамов, Алексей Валерьевич
Алексе́й Вале́рьевич Ада́мов (род. 14 июля 1967, Москва, РСФСР, СССР) — советский и российский музыкальный продюсер и предприниматель. Являлся продюсером групп «Мальчишник», «Сектор Газа» и «Дубовый Гай».

## Биография

### Ранние годы
Алексей Адамов родился 14 июля 1967 года в Москве. Учился в московской школе № 813.

### Карьера
В 1990 году работал крупье в первом российском казино «Москва» в гостинице «Ленинградская» в Москве, перед этим проходил стажировку в Бельгии. В этой должности проработал шесть месяцев, после чего начались разборки с бандитами и ему пришлось уволиться вместе с другими сотрудниками. Первые 110 тысяч рублей заработал на покупке и продаже бумаги. Для 1991 года это были солидные деньги, которые он решил вложить в шоу-бизнес.
Весной 1991 года основал рэп-группу «Мальчишник» с целью рекламы одноимённого эротического журнала. Основной темой песен группы был секс, самой известной из которых стал хит «Секс без перерыва». Вместе с младшим братом снялся в дебютном видео на первый сингл «Ночь».
Летом 1991 года стал продюсером панк-рок-группы «Сектор Газа»: оплатил студию звукозаписи «Гала», на которой был записан альбом «Колхозный панк», а также организовал совместные гастроли с группой «Мальчишник» по Белоруссии в сентябре 1991 года. Вскоре от сотрудничества с «Сектором Газа» продюсер отказался.
В конце августа 1993 года Адамов заявил в прессе, что группы «Мальчишник» больше не существует, а Дельфин вернулся в свой старый коллектив «Дубовый Гай» (в переводе с нижегородского — «Клёвый парень») и продолжает сотрудничество с Адамовым. В период с осени 1993 по лето 1994 года «Дельфин» занимался записью проекта «Дубовый Гай», по музыке и тематике совершенно противоположного «Мальчишнику». Адамов проплатил дорогую по тем временам студию SNC Records на два месяца вперёд, там были записаны песни для альбомов Stop Killing Dolphins (1994) и «Синяя лирика № 2» (1995). Вскоре было организовано две фотосессии группы и снято промо-видео, но проект закрылся из-за отъезда Адамова в США. На оставленные продюсером деньги «Дельфин» совместно с гитаристом Михаилом Воиновым записал в студии «2С», принадлежащей фирме «Элиас», четыре песни, которые послужили началом для проекта «Мишины дельфины»: «Песенка про дельфинов» (получившая при выпуске имя «Мишины дельфины»), «Стой, я, герой (твой)», «Не убивай на бумаге» и «Я хочу умереть». Позже эти композиции были включены в релизы «Дубового Гая».
19 января 1994 года Адамов уехал в Нью-Йорк, взяв в кредит по 200 миллион рублей в Инкомбанке и Московском отделении Сбербанка под залог тканей, хранившихся на арендованном складе. По словам Адамова, приглашения на концерты стали редкостью, бандитизм процветал, к тому же на него и его коллегу было совершено вооружённое нападение.
С 1994 по 1999 год Адамов жил в Сан-Франциско, а с 1999 года — в Сакраменто.

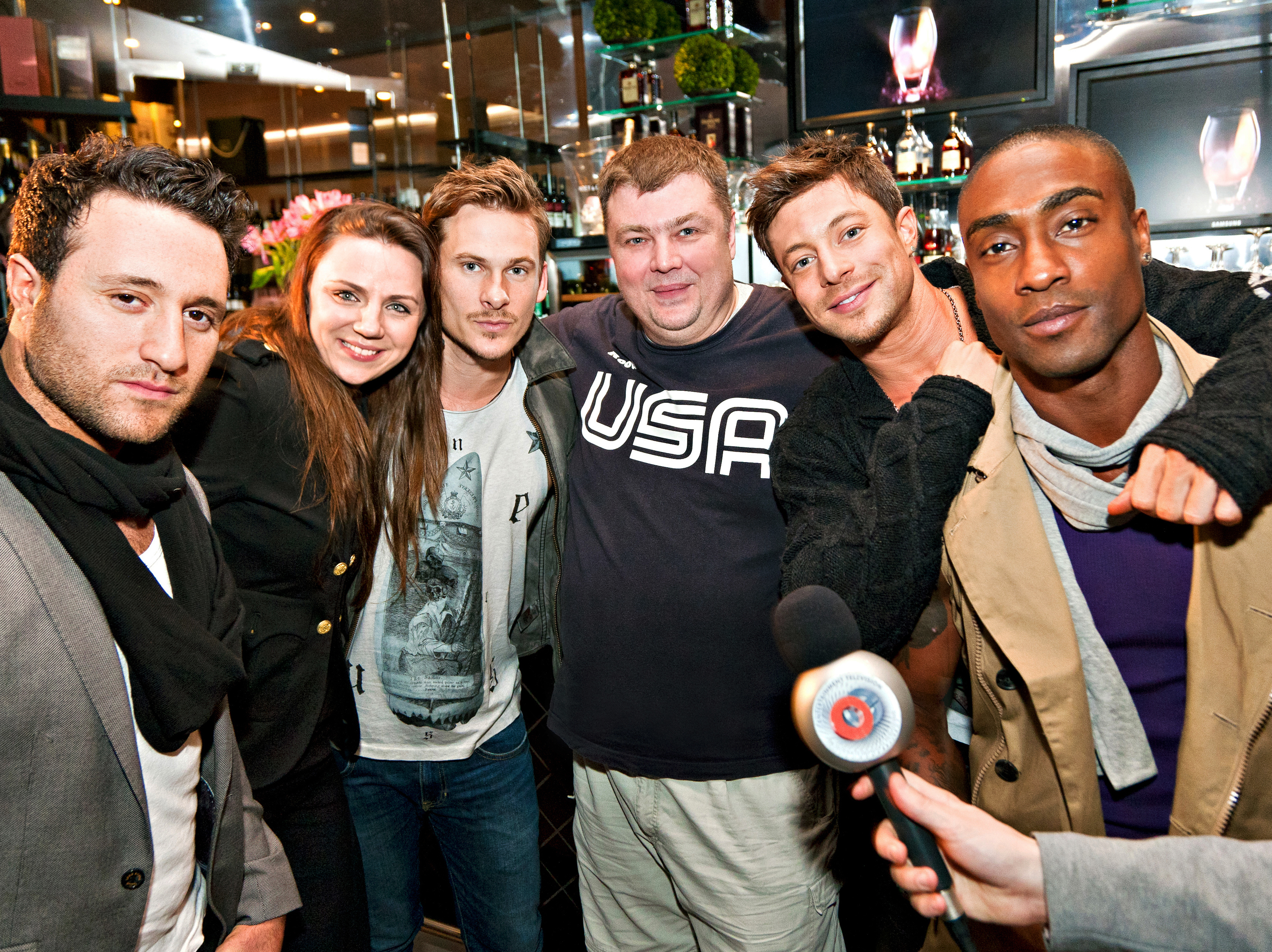
С группой Blue во время организации их концерта в Риге (2011)

В 2006 году переехал в Ригу, где под именем Алекс Кларк стал соучредителем и генеральным продюсером телеканала «OE» с вещанием в Латвии,  Эстонии и Литве. В 2009 году руководство канала переехало в Киев, где расширило своё вещание на страны СНГ. В рамках телеканала был учредителем ежегодной музыкальной церемонии награждения OE Video Music Awards (OEVMA).

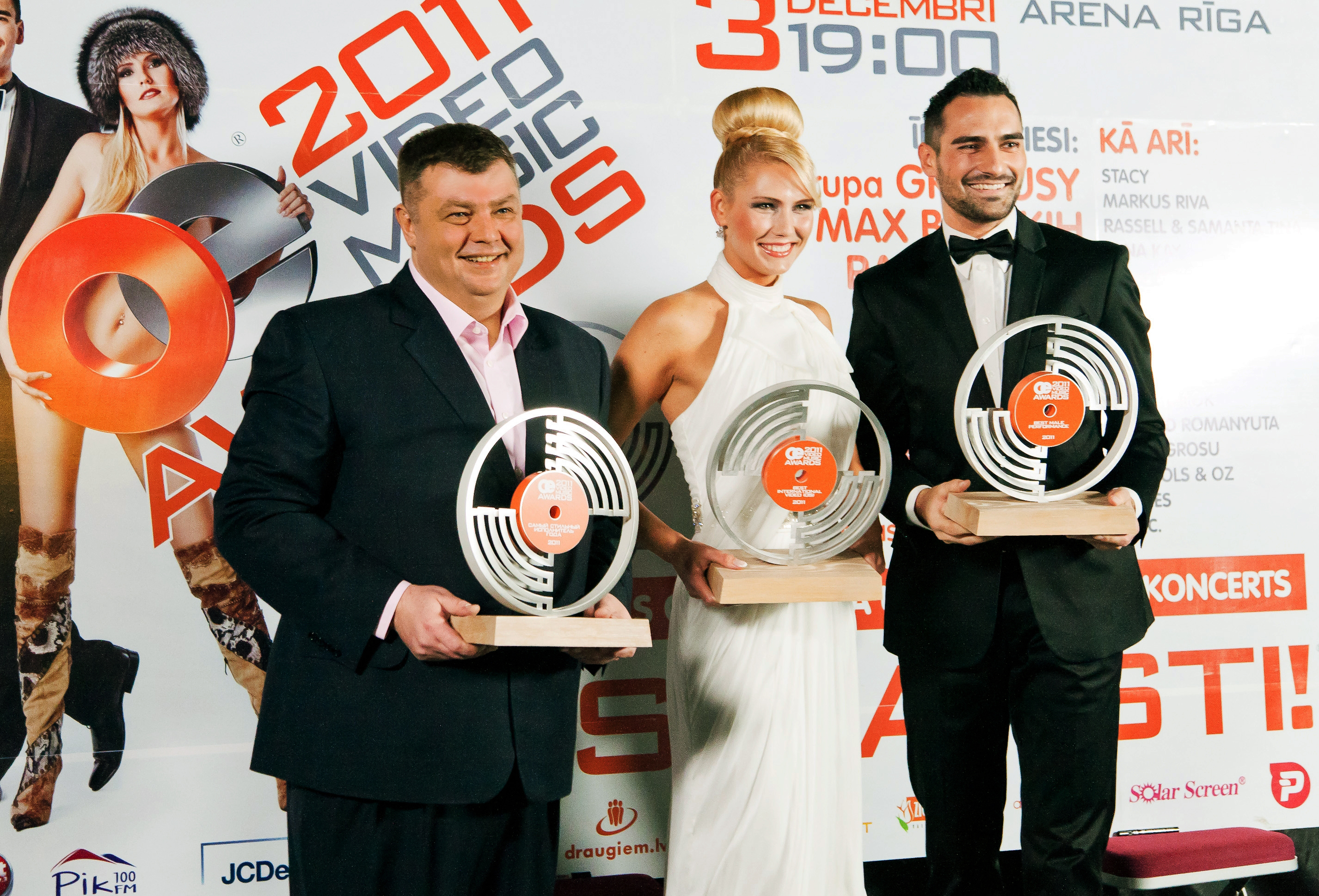
На церемонии награждения OE Video Music Awards 2011

В 2016 году вернулся в Россию. С 2016 по 2020 год вместе с братом Сергеем руководил московской фирмой ООО «Фонси», основным видом деятельности которой была переработка и консервирование фруктов и орехов. В 2018 году стал председателем правления дачного кооператива ТСН «Чайка», занимающегося выращиванием однолетних культур. С 2018 года работает в кинокомпании Art Pictures Group в области производства кинофильмов, видеофильмов и телевизионных программ.

## Критика

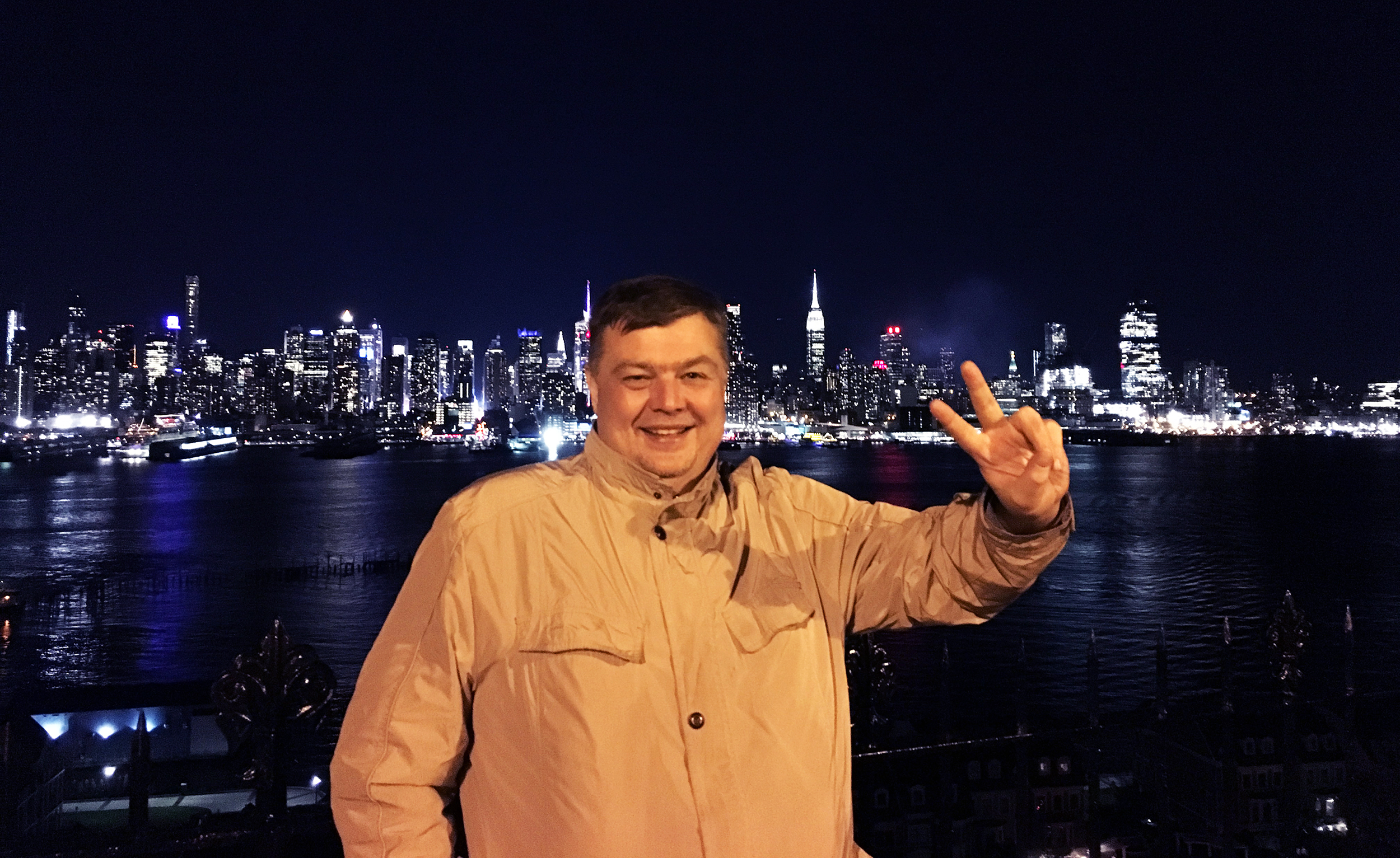
В Нью-Йорке (2016)

В 2015 году российский портал The Flow, цитируя интервью Адамова для издания Lenta.ru, написал, что группа «Мальчишник» появилась в связи с тем, что их продюсер «искал способ рекламировать эротический журнал», а отъезд в США связал с обнищанием страны в 90-х: «за концерты не платили, а группу даже брали в заложники».
В 2016 году обозреватель сайта «Звуки.ру», Ник Завриев, разбирая начало русского рэпа, назвал «Мальчишник» первым продюсерским бойз-бендом русского хип-хопа.

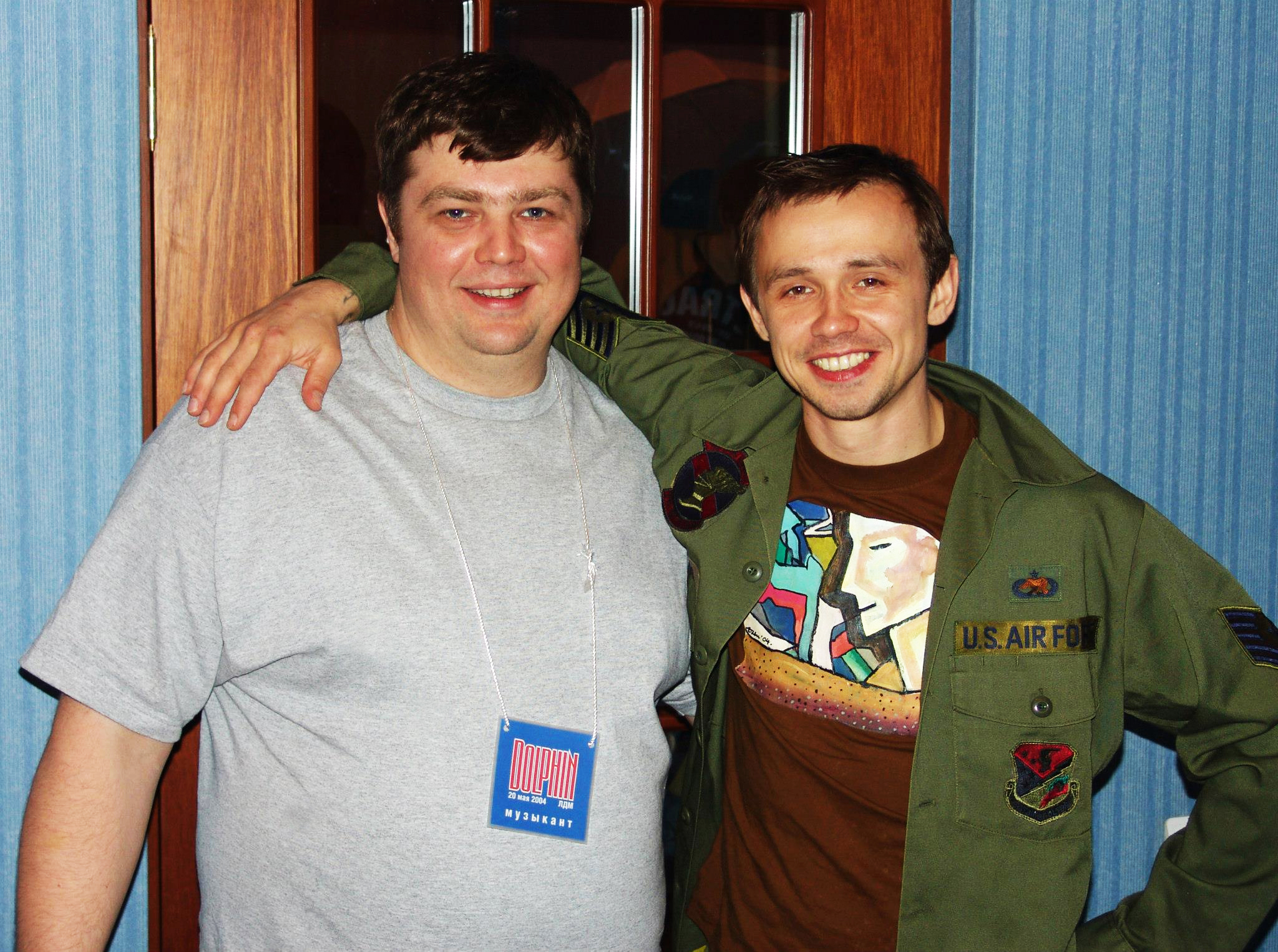
С «Дельфином» после концерта в Санкт-Петербурге (2017)

В 2019 году обозреватель онлайн-версии журнала «Афиша», Катя Аренина, упомянула, что Адамов собрал «одну из самых популярных групп 90-х» — «Мальчишник».
В 2020 году музыкальный критик Олег Кармунин в своём проекте «История русской поп-музыки» для издания Lenta.ru, описывая самые значимые события 1992 года, назвал «Мальчишник» группой года, а также «самым пошлым продюсерским проектом». А совместный тур с группой «Сектор Газа» критик посчитал худшим туром в истории группы «Мальчишник», на котором панки «кидали пустые бутылки в лица стильных мальчишек-брейкдансеров».
В 2021 году музыкальный журналист Александр Горбачёв поместил песню «Секс без перерыва» в свою книгу «Не надо стесняться. История постсоветской поп-музыки в 169 песнях. 1991—2021». В статье про песню «Секс без перерыва» солист группы «Мальчишник», «Дельфин», противоречит словам Адамова: «Эту песню мы писали во время путча», — утверждает продюсер. «Ничего подобного, писали зимой», — спорит Дельфин.

## Проекты
- «Мальчишник» (1991—1994)
- «Сектор Газа» (1991)
- «Дубовый Гай» (1993—1994)

## Фильмография
Видеоклипы
- «Ночь» («Мальчишник», 1991)

Телепередачи
- «90-е. Смертельный хип-хоп» («ТВ Центр») (10 мая 2017 года)[24]
- «90-е. Секс» (Premier, 30 мая 2022 года)[25]
- Хой… жив? Все тайны «Сектора газа» (Муз-ТВ, 9 декабря 2023 года)[26]